# ジョナサン・バトラー
ジョナサン・バトラー（Jonathan Butler、1961年10月10日 - ）は、南アフリカ・ケープタウン生まれ。2度のグラミー賞ノミネート歴を持つポップス、フュージョンのシンガー。

## 略歴
南アフリカ・ケープタウンに生まれる。アパルトヘイトの環境下に育つ。音楽を巡業する家族の下、16人家族、7人兄弟の末子として生まれる。このような家族の環境で育ち7歳の時にはステージに上がり歌や弦楽器を弾き始める。そして13歳の時イギリスのプロデューサー、クライヴ・カルダーの目にとまり、彼のジャイヴ・レコードと契約。1980年代前半よりジャイヴの本部がイギリスにあったために、イギリスに移り17年間滞在する（実際問題としてはアパルトヘイトから逃れるために移ったのも理由にあると考えられる）。後にイギリスを離れ、現在はロサンゼルス在住。
1985年にアルバム『イントロデューシング・ジョナサン・バトラー』をリリースしメジャー・デビュー。このアルバムはインスト曲を中心とするが、次のアルバム『ジョナサン・バトラー』ではボーカル曲を大きくフィーチャーしポップス・シーンにおいて名を上げる。シングル「Lies」がヒットし、アメリカのビルボード・シングル・チャートにて27位を記録。同曲にて、彼はグラミー賞にノミネートされる。
2006年、アルバム『Gospel Goes Classical』のプロジェクトにボーカリストとして参加。このアルバムは、ビルボードにおけるゴスペル・チャートにて2位、クラシカル・クロスオーバー・チャートにて3位をマークした。結果として、アルバムからの曲「Going Home」にて、彼は再びグラミー賞にノミネートされた。
彼はマーキュリー、N2K、ワーナー、ランデヴーと移籍していく。2007年には、クリスチャン・ミュージック・レーベルのマラナサ!より、ゴスペル・ミュージックのアルバム『Brand New Day』を発表。同年10月には南アフリカでの行われたライブ・アルバム『ライヴ・イン・サウス・アフリカ』を発表した。
2008年、ゲストシンガーとして、ジョージ・デュークのアルバム『デューキー・トリーツ』に参加。アルバムからのトラック「Sudan」では、故ティーナ・マリーと共にダルフール紛争の悲劇を歌っている。
自らのリーダー・アルバム以外にも、ジャズ系ミュージシャンへの楽曲提供や、他のアーティストのアルバムへのボーカリスト/ミュージシャンとしての参加が多数ある。
本国の南アフリカ、アメリカのみならず、ヨーロッパや日本、他のアフリカ諸国でも精力的にツアーを行い、近年では2013年に来日公演を行っている。

## ディスコグラフィ

### スタジオ・アルバム
- I Love How You Love Me (1975年、Bullet)
- Crossroads (1983年、Mountain)
- 『イントロデューシング・ジョナサン・バトラー』 - Introducing Jonathan Butler (1985年、Jive) ※旧邦題『ソング・フォー・ジョン』
- 『ジョナサン・バトラー』 - Jonathan Butler (1987年、Jive) ※旧邦題『ラヴ・ソングス』
- Put My Love Away (1987年、Intersound)
- Inspirations (1987年、Jive)
- 『モア・ザン・フレンズ』 - More Than Friends (1988年、Jive)
- 『デリヴァランス』 - Deliverance (1990年、Jive)
- 『ヒール・アワー・ランド』 - Heal Our Land (1990年、Jive)
- 『アイム・オン・マイ・ニーズ』 - Head to Head (1994年、Mercury/Plyglam)
- 『ドゥ・ユー・ラヴ・ミー?』 - Do You Love Me? (1997年、N2K)
- 『ストーリー・オブ・ライフ』 - Story of Life (1999年、N2K)
- The Source (2000年、N Coded/Warlock)
- 『サレンダー』 - Surrender (2002年、Waner Bro./WEA)
- The Worship Project (2004年、Maranatha!)
- Gospel Days (2005年、ProJazz)
- 『ジョナサン』 - Jonathan (2005年、Rendezvous)
- Gospel Goes Classical (2006年、Flow) ※with ジュアニータ・バイナム
- Brand New Day (2007年、Maranatha!)
- So Strong (2010年、Rendezvous)
- Grace and Mercy (2012年、Rendezvous)
- Merry Christmas to You (2013年、Artistry Music)
- Living My Dream (2014年、Artistry Music)
- Free (2015年、Rendezvous Music)
- Close to You (2018年、Artistry Music)

### ライブ・アルバム
- 『ライヴ・イン・サウス・アフリカ』 - Live in South Africa (2007年、Rendezvous)

### コンピレーション・アルバム
- 『ガールズ・オブ・マイ・ドリームス』 - The Girl Of My Dreams - The Exclusive Album (1988年、Jive)
- 『ベスト・オブ・ジョナサン・バトラー』 - Best of Jonathan Butler (1993年、Jive)
- Harmony 2 (1994年、Bruton)
- Ultimate Butler (2002年、N2K)
- Christmas Goes Gospel: Tis the Season (2014年)
- Divine Voices: Pastors of Praise (2015年)